# Nobuto Hosaka

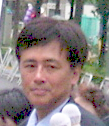
Hosaka im Wahlkampf für die Tokioter Parlamentswahl 2005.

Nobuto Hosaka (jap. 保坂 展人, Hosaka Nobuto; * 26. November 1955 in Sendai, Präfektur Miyagi) ist ein japanischer Politiker und gehörte für die Sozialdemokratische Partei (SDP) von 1996 bis 2003 und von 2005 bis 2009 dem Shūgiin, dem Unterhaus des nationalen Parlaments an.
Hosaka war bereits in seiner Schulzeit in nationalen linken Schülerverbänden aktiv, die Shinjuku-Oberschule der Präfektur Tokio (Tōkyō-to-ritsu Shinjuku kōtō-gakkō) verließ er ohne Abschluss. In den 1980er Jahren war er als Bildungsjournalist tätig und setzte sich für antiautoritäre Bildungsformen ein.
Bei der Shūgiin-Wahl 1996 kandidierte Hosaka gleichzeitig im Einzelwahlkreis Tokio 22, den er abgeschlagen auf Platz fünf verlor, und über die neu geschaffene Verhältniswahl für die SDP im Block Tokio. Da er alleine auf Listenplatz eins gesetzt war, erhielt er den einzigen Sitz, den die Sozialdemokraten im Block Tokio gewannen. Dort wurde er 2000, als er den Wahlkreis Tokio 6 verlor, sowie noch einmal 2005 wiedergewählt, als die SDP eigentlich kein Mandat im Block Tokio erhalten hätte, aber einen Sitz gewann, weil die Liberaldemokratische Partei zu wenige Kandidaten nominiert hatte. Bei der Shūgiin-Wahl 2009 wechselte er erneut den Wahlkreis und trat im 8. Wahlkreis gegen Nobuteru Ishihara, den Sohn des Gouverneurs von Tokio, an, unterlag um rund 30.000 Stimmen. Da die SDP ohne Verhältniswahlmandat blieb, schied er aus dem Parlament aus. In seiner Zeit als Abgeordneter war er unter anderem Mitglied des Justizausschusses und Generalsekretär der Parlamentariergruppe für die Abschaffung der Todesstrafe von Shizuka Kamei.
Bei der Sangiin-Wahl 2010 versuchte Hosaka über die landesweite Verhältniswahl den Wechsel ins nationale Oberhaus, erhielt knapp 70.000 Präferenzstimmen und erreichte damit den Listenplatz 3 – die SDP gewann aber nur zwei Verhältniswahlmandate. Bei den einheitlichen Regionalwahlen im April 2011 wurde er aus einem Feld von fünf Kandidaten zum Bürgermeister von Setagaya, der bevölkerungsreichsten Gemeinde der Präfektur Tokio, gewählt. Bei den Wahlen 2015, 2019 und 2023 wurde er in dieser Position bestätigt.